# Josef Schmithüsen
Gerhard Franz Josef Schmithüsen (* 30. Januar 1909 in Aachen; † 2. September 1984 in Saarbrücken) war ein deutscher Geograph. Er gilt als einer der Begründer der modernen Biogeographie. Zu seinen Forschungsschwerpunkten zählten neben der Pflanzengeographie die Theorie und Geschichte der Geographie, die Landschaftsforschung, die Kultur- und Wirtschaftsgeographie sowie die rheinische und die luxemburgische Landeskunde.

## Leben
Josef Schmithüsen studierte in Aachen Chemie, Physik und Geologie, danach in Bonn Botanik, Zoologie, Geologie und Geographie. 1934 wurde er in Bonn zum Dr. phil. promoviert. In seiner Dissertation über den Niederwald des linksrheinischen Schiefergebirges verband er einen wirtschaftsgeographischen Ansatz mit pflanzengeographischen Methoden.
Nach seinem Studium war Schmithüsen in Bonn in verschiedener Funktion, u. a. als Assistent von Leo Waibel, in der Westforschung tätig (der Erforschung des deutschen Volkstums in den westlichen Nachbarländern des Deutschen Reichs, die in der Zeit des Nationalsozialismus forçiert betrieben wurde). Er leitete die Volksdeutsche Mittelstelle Bonn der Westdeutschen Forschungsgemeinschaft. In Bonn und auf Studienreisen in Luxemburg erarbeitete er eine luxemburgische Landeskunde, mit der er sich 1939 habilitierte. Von den geplanten zwei Bänden des Werks Das Luxemburger Land. Landesnatur, Volkstum und Bäuerliche Wirtschaft erschien nur der erste, da die Unterlagen zum zweiten Band im Zweiten Weltkrieg verbrannten. In seiner luxemburgischen Landeskunde führte Schmithüsen einige neuartige Forschungsmethoden ein, darunter die phänologische Karte (eine Kartierung des jahreszeitlichen Wechsels).
In der Zeit der Besetzung Luxemburgs durch das Deutsche Reich 1940 wurde er im Auftrag der Volksdeutschen Mittelstelle als volkskundlich-geographischer Berater in Luxemburg eingesetzt. 1941–1942 arbeitete er der Abteilung für Landeskunde des Reichsamts für Landesaufnahme in Berlin. 1942–1943 leistete er Wehrdienst an der Ostfront. Am 1. November zur Forschungsstaffel z. b. V. unter der Führung des Oberleutnants Otto Schulz-Kampfhenkel versetzt, erarbeitete er u. a. ab Januar 1944 als wissenschaftlicher Verbindungsoffizier Darstellungsmethoden für aus Luftbildern gewonnene Geländebeurteilungskarten. Er geriet in amerikanische Kriegsgefangenschaft, aus der er im Mai 1947 entlassen wurde.
Ab 1948 baute Schmithüsen das Geographische Institut der TH Karlsruhe mit auf (zunächst als Lehrbeauftragter, ab 1951 als außerplanmäßiger, ab 1959 als ordentlicher Professor). 1962 übernahm er eine einjährige Gastprofessur in Auckland (Neuseeland). Danach folgte er einem Ruf auf den Lehrstuhl für Kultur- und Wirtschaftsgeographie an der Universität des Saarlands in Saarbrücken, wo er bis zu seiner Emeritierung 1977 und noch darüber hinaus lehrte.
Schmithüsens nach wie vor vorhandenes wissenschaftliches Interesse an der Landeskunde Luxemburgs zeigte sich in seiner Saarbrücker Zeit erneut, vor allem in Arbeiten seiner Schüler. Er selbst forschte und veröffentlichte in der Nachkriegszeit vor allem über allgemeine Biogeographie, die Landschaften der Welt und ihre Vegetation sowie über die Theorie und Geschichte der Landschaftsforschung. Forschungsreisen führten ihn wiederholt nach Südamerika und auf die Kanarischen Inseln sowie nach Neuseeland, Australien, Japan und Zentralasien.

## Veröffentlichungen
(Auswahl)
- Der Niederwald des linksrheinischen Schiefergebirges. Ein Beitrag zur Geographie der rheinischen Kulturlandschaft, Bonn 1934
- Das Luxemburger Land. Landesnatur, Volkstum und bäuerliche Wirtschaft, Leipzig 1940
- Die landschaftliche Gliederung des lothringischen Raumes, Leipzig 1942
- Geographische Landesaufnahme: Die naturräumlichen Einheiten auf Blatt 161 Karlsruhe. Bundesanstalt für Landeskunde, Bad Godesberg 1952. → Online-Karte (PDF; 5,1 MB)
- Vegetationsforschung und ökologische Standortslehre in ihrer Bedeutung für die Geographie der Kulturlandschaft, in: Zeitschrift der Gesellschaft für Erkunde zu Berlin; Jg. 1942, H. 3/4
- Forschungen in Chile (mit Ernst Klapp und Gerhard Helmut Schwabe), Bonn 1956
- Allgemeine Vegetationsgeographie (= Lehrbuch der allgemeinen Geographie; Bd. 4), Berlin 1959, 2. Auflage 1961, 3. Auflage 1968
- Was ist eine Landschaft? (Antrittsvorlesung), 1964
- Geschichte der geographischen Wissenschaft. Von den ersten Anfängen bis zum Ende des 18. Jahrhunderts, Mannheim u. a. 1970
- Landschaft und Vegetation. Gesammelte Aufsätze von 1934-1971, mit Werkverzeichnis, Saarbrücken 1974
- Allgemeine Geosynergetik. Grundlagen der Landschaftskunde (= Lehrbuch der allgemeinen Geographie; Bd. 12), Berlin u. a. 1976
- Von der Heimat zur Welt. Rückblick auf Studium, Forschung und Lehre, Vortrag, 1979
- Die natürliche Lebewelt Mitteleuropas, mit Werkverzeichnis, Stuttgart 1986

### Herausgeberschaft
- Emil Meynen und Josef Schmithüsen (Hrsg.): Handbuch der naturräumlichen Gliederung Deutschlands. Selbstverlag der Bundesanstalt für Landeskunde, Bad Godesberg 1953–1962
  - Geographische Landesaufnahme 1:200.000 – die naturräumlichen Einheiten Deutschlands (diverse Bände und Autoren, Bundesanstalt für Landeskunde 1952–1994)
- Biogeographica, Zeitschrift, 1972– (ZDB-ID 184852-5)
- Lehrbuch der allgemeinen Geographie, Buchreihe
- Atlas zur Biogeographie, Mannheim u. a. 1976